# Mike Hazen
Mike Hazen (né le 7 janvier 1976 à Weymouth, Massachusetts, États-Unis) est le directeur général des Red Sox de Boston, un club de la Ligue majeure de baseball.

## Carrière de joueur
Né à Weymouth, Mike Hazen grandit à Abington (Massachusetts). Il joue au baseball comme voltigeur pour les Tigers de l'université de Princeton et est choisi au 31e tour de sélection du repêchage amateur de 1998 par les Padres de San Diego. Il joue deux saisons professionnelles en ligues mineures. Lanceur gaucher et frappeur droitier, il fait bien à sa première année en Pioneer League, où il maintient une moyenne au bâton de ,307 en 61 matchs des Braves d'Idaho Falls. Mais sa carrière se termine après des performances inadéquates en 1999 en Midwest League, au niveau A des ligues mineures, alors qu'il ne frappe que pour ,203 en 72 parties des Wizards de Fort Wayne.

## Carrière de dirigeant

### Indians de Cleveland
En 2001, Hazen entreprend une nouvelle carrière comme dépisteur ches les Indians de Cleveland de la Ligue majeure de baseball. En 2003, il est promu au titre de directeur du recrutement professionnel. De septembre 2003 à février 2006, il est assistant-directeur du développement des joueurs chez les Indians, travaillant sous les ordres de John Farrell.

### Red Sox de Boston
En février 2006, Hazen est engagé dans le rôle de directeur du développement des joueurs chez les Red Sox de Boston. En 2011, il devient le vice-président du département du développement des joueurs, où ses fonctions l'amènent également à superviser le dépistage des talents amateurs. De 2012 à 2014, il est vice-président et assistant au directeur-général Ben Cherington. En janvier 2015, il est nommé vice-président senior en plus de conserver son rôle d'assistant à Cherington.
À l'été 2014, Hazen est l'un des candidats au poste de directeur général des Padres de San Diego, mais le choix de l'équipe s'arrête sur A. J. Preller.
Le 24 septembre 2015, le président des Red Sox Dave Dombrowski nomme Mike Hazen directeur général de l'équipe, en remplacement de Cherington, qui avait le 18 août précédent annoncé son départ. Hazen est le 6e directeur général consécutif des Red Sox, depuis 1984, à être natif de Nouvelle-Angleterre.